# 皮埃蒙特 (亞利桑那州)
皮埃蒙特（英語：Piedmont）是位於美國亞利桑那州亞瓦派縣的一個非建制地區。該地的面積和人口皆未知。

## 地理
皮埃蒙特的座標為34°14′20″N 112°51′52″W / 34.23889°N 112.86444°W，而該地的平均海拔高度為1018米（即3340英尺）。